# Cecilia Sandell
Cecilia Sandell (* 10. Juni 1968) ist eine ehemalige schwedische Fußballspielerin.

## Laufbahn
Sandell begann ihre Fußballkarriere bei Asarums IF. 1984 ging sie zu Lindsdals IF, ehe sie 1993 zu Älvsjö AIK wechselte. Mit dem Klub, der den schwedischen Frauenfußball ab Mitte der 1990er Jahre dominierte, gewann sie bis zu ihrem Karriereende 2000 fünfmal den schwedischen Meistertitel und zweimal den schwedischen Pokal. Im Jahr 1999 erhielt sie als Schwedens Fußballerin des Jahres den Diamantbollen. 
Sandell lief in 62 A-Länderspielen für die schwedische Frauennationalmannschaft auf und erzielte drei Tore. Mit der Auswahl nahm sie an den Olympischen Spielen 1996 und 2000 sowie der Weltmeisterschaft 1999 und der Europameisterschaft 1997 teil.
Nach dem Ende ihrer Spielerkarriere war sie ab 2001 für zwei Spielzeiten bei Älvsjö AIK als Assistenztrainerin tätig.